# 鎖 -Kusari-
《鎖 -Kusari-》是一款由Leaf開發的懸疑及心理驚悚成人冒險遊戲。在遊戲的進程中，玩家將發覺自己不僅被困在一艘和外界隔離的公海郵輪上，而且還將與一名狡詐兇悍的罪犯展開殊死較量。隨着故事的進展，物品的收集以及玩家是否作出正確的抉擇成了遊戲的關鍵所在。一旦作出錯誤的判斷或錯過了某件物品，故事將最終會以意外死亡收場，遊戲也就隨之結束了。玩家的目的是要消滅船上的罪犯，這種情形可能出現在遊戲的九個不同結局之一內。結局可好可壞，各種結局之間的差異很明顯。
本作雖是Leaf大阪開發室的作品，負責原畫補助、CG等圖形相關製作人員來自東京開發室。其中亦有部分外包員工。在原畫方面調用了同人組織「QP:flapper」的成員和。另外該作品之故事情節迂迴曲折且帶有黑暗的色調，並不屬於Leaf主打的奇幻類或戀愛類遊戲的範疇。除了描繪禁忌之戀之外，數量眾多的GAME OVER也是該作的特徵之一。

## 故事簡介
故事的舞台設在一艘高速實驗船「翼蜥」（バシリスク）號上，主角香月恭介應其好友母親之邀列席該船的處女試驗航行。可當船上眾人救起在海上漂流的男子岸田洋一後，可怕的事情發生了。

## 登場角色
香月恭介（聲優：中本伸輔）
遊戲的男主角。千早的兄長。幼年喪父的高中生。待人友善，對他的朋友來說是位可信賴之人。
折原明乃（聲優：五行薺）
恭介的青梅竹馬。志乃的女兒。是一位溫柔但意志堅定的少女。
片桐惠（聲優：北都優里亞）
一位矜持且又早熟的女孩。 由於她極力不將自己的感情表露出來，別人很難猜出其內心活動。
綾之部可憐（聲優：高奈友佳）
一戶貴族家庭的長女。珠美的姐姐。雖是精英之才但有孤芳自賞的傾向而且態度傲慢。
綾之部珠美（聲優：秋月舞）
綾之部可憐的妹妹。 雖只比姐姐小一歲，但從言行舉止上看如同小孩子一般，性格活潑好動。上船後四處閒逛消磨時間。因對電影抱有濃厚的興趣，將船上的大型顯示器佔為己有。直覺敏銳，在與兇徒岸田洋一的打鬥中更是利用各式各樣的發明協助男主角。
香月千早（聲優：上戶琉）
恭介之妹。幼年失去父親使她變得意志堅強。對她的哥哥非常依附和粘着。
早間友則（聲優：安藤正輝）
恭介最要好的朋友，和恭介志趣相投。自我意識很強烈。
折原志乃（聲優：篠宮薰）
明乃的母親。她是翼蜥號的主要負責人，邀請眾人參與此次處女航行活動，是位非常大方的女性。
岸田洋一（聲優：安芸怜須）
一名在海上漂流的男子，自稱是海洋研究員。謀殺船員的元兇。

## 製作人員
- 情節：枕流
- 角色設定・原畫：
- 原畫・VISUAL監修：
- 音樂：中上和英、衣笠道雄、石川真也、松岡純也
  - OP：
作詞：須谷尚子
作編曲：豆田将
演唱：Suara
  - ED1：星座
作詞：須谷尚子
作編曲：松岡純也
演唱：Suara
  - ED2：BE LIKE A LIVING HELL
作曲：石川真也

「星座」和同為Suara的出道曲目。

## 銷售狀況
在遊戲推出的頭一個月中，《鎖 -Kusari-》排在了Getchu.com遊戲銷量的第五名。它是2005年度日本成人遊戲銷量第44位的作品。銷量在總體上算不錯，但和Leaf的其他一些作品（比如同年度排名第一位的《ToHeart2》相比則彰顯遜色。

## 源代碼風波
《鎖 - Kusari -》是Leaf被迫向公眾發布源代碼的四款遊戲之一，因為它使用了Xvid視訊編解碼器。Xvid在GNU通用公共許可證條款下發布，所以凡應用該視訊編解碼器的程序必須對用戶公開其源代碼。

## 外部連結
- Official website （页面存档备份，存于） （日語）
- 《鎖 -Kusari-》在視覺小說數據庫的頁面 （英文）